# Polska Partia Przyjaciół Piwa

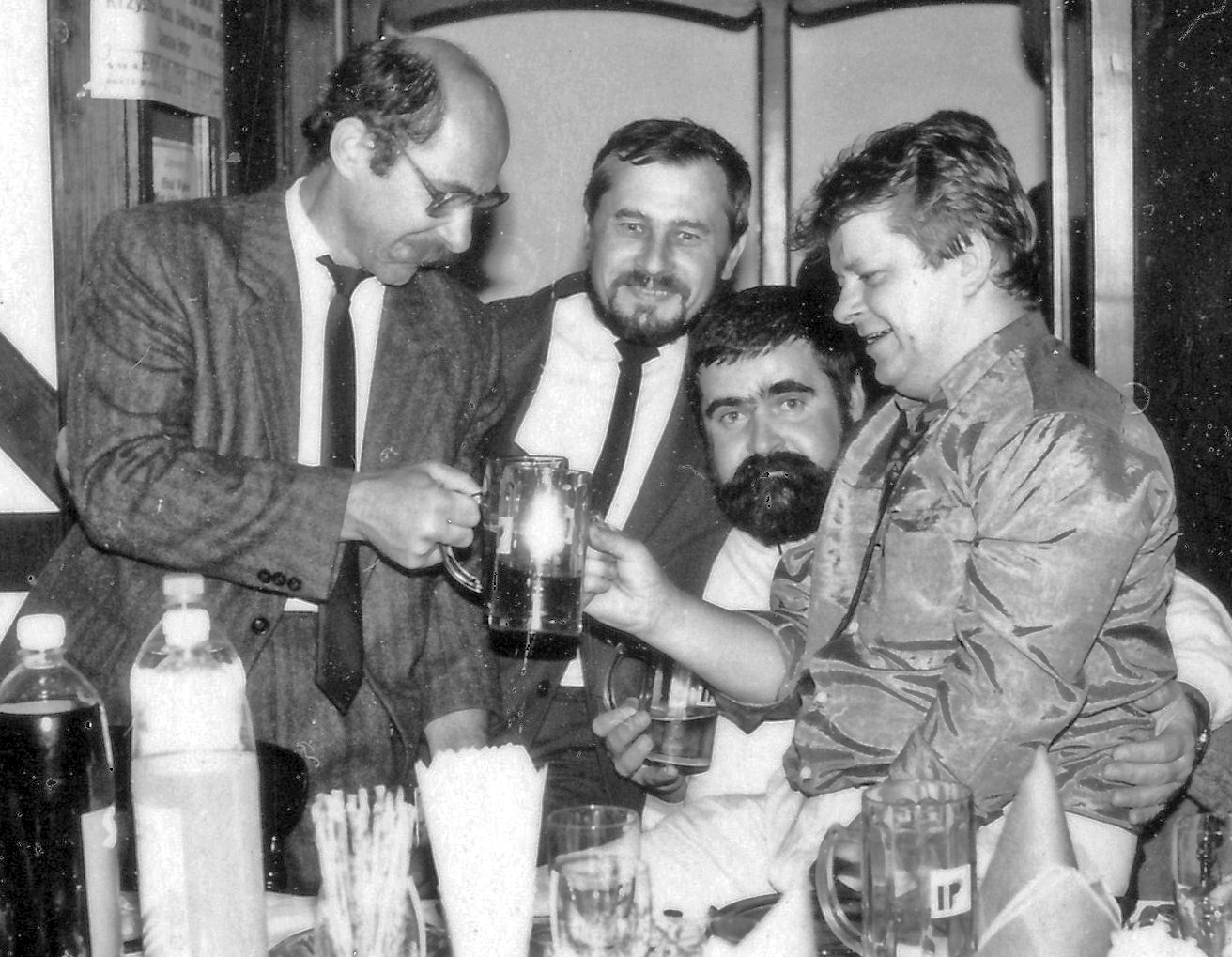
Leszek Bubel (pierwszy od prawej) i Janusz Rewiński (drugi od prawej) podczas spotkania zarządu PPPP

Polska Partia Przyjaciół Piwa (PPPP) – polska partia polityczna, założona w 1990 przez satyryka Janusza Rewińskiego. Sądownie została zarejestrowana 28 grudnia 1990. Prowadziła działalność do 1993.

## Historia

### Geneza partii
Pomysł utworzenia ugrupowania powstał w kręgu osób realizujących program telewizyjny z końca lat 80. Skauci piwni. Brali w nim udział m.in. Janusz Rewiński, Krzysztof Piasecki, Bohdan Smoleń i Stanisław Zygmunt. Na fali popularności programu powstało stowarzyszenie Skauci Piwni, które przeobraziło się w partię polityczną, wzorowaną w swoim charakterze na Pomarańczowej Alternatywie i innych ruchach quasi-politycznych z tamtego okresu.

– Wydaje mi się, że pomysł na partię przyszedł do głowy nam, Skautom, jako kontynuacja naszego programu telewizyjnego. Może i był to pomysł redakcji „Pana”, którą ceniliśmy, bo nie była trybunopodobna – wspominał Janusz Rewiński. – W każdym razie 28 grudnia 1990 roku ze Zbigniewem Chomiczem, naczelnym „Pana”, zarejestrowaliśmy partię, której dałem swoją gębę.

### Sukces polityczny Polskiej Partii Przyjaciół Piwa
Pomysłodawcą przekształcenia stowarzyszenia w partię była redakcja nieistniejącego już miesięcznika dla mężczyzn „Pan”. Początkowo powstanie partii było traktowane przez jej twórców jako żart, ale umożliwiło dostanie się do Sejmu osobom zajmującym się na poważnie biznesem i polityką. Oficjalnie celem Polskiej Partii Przyjaciół Piwa było promowanie kulturalnego stylu picia piwa w pubach (stylizowanych na angielskie), zamiast wódki, a tym samym zwalczanie alkoholizmu.
Fragment programu wyborczego Polskiej Partii Przyjaciół Piwa:

Nie mamy złudzeń, że Polak stanie się abstynentem. Tylko niech nie pije wódki. Smaczne, chłodne, aromatyczne piwo tak samo może służyć do wznoszenia toastów (...) Przy piwie można wymienić poglądy, przy piwie łatwiej dojść do porozumienia, dogadać się. Dogadujmy się, bądźmy tolerancyjni, wyrozumiali i spolegliwi.

Władzą naczelną partii były walne zgromadzenie i ława najwyższa. W skład ławy wchodził prezydent partii oraz 10–15 członków. Działały również okręgowe ławy piwne. Pierwszym prezydentem Polskiej Partii Przyjaciół Piwa został Janusz Rewiński, a wiceprezydentem Adam Halber.
Niecodzienna nazwa i rozczarowanie transformacją ustrojową w Polsce sprawiły, że w wyborach parlamentarnych w 1991 partia uzyskała względnie wysokie poparcie, tj. 3,27% głosów (dziesiąty wynik na 111 komitetów wyborczych), co pozwoliło Polskiej Partii Przyjaciół Piwa na wprowadzenie do Sejmu 16 posłów.

### Rozpad partii

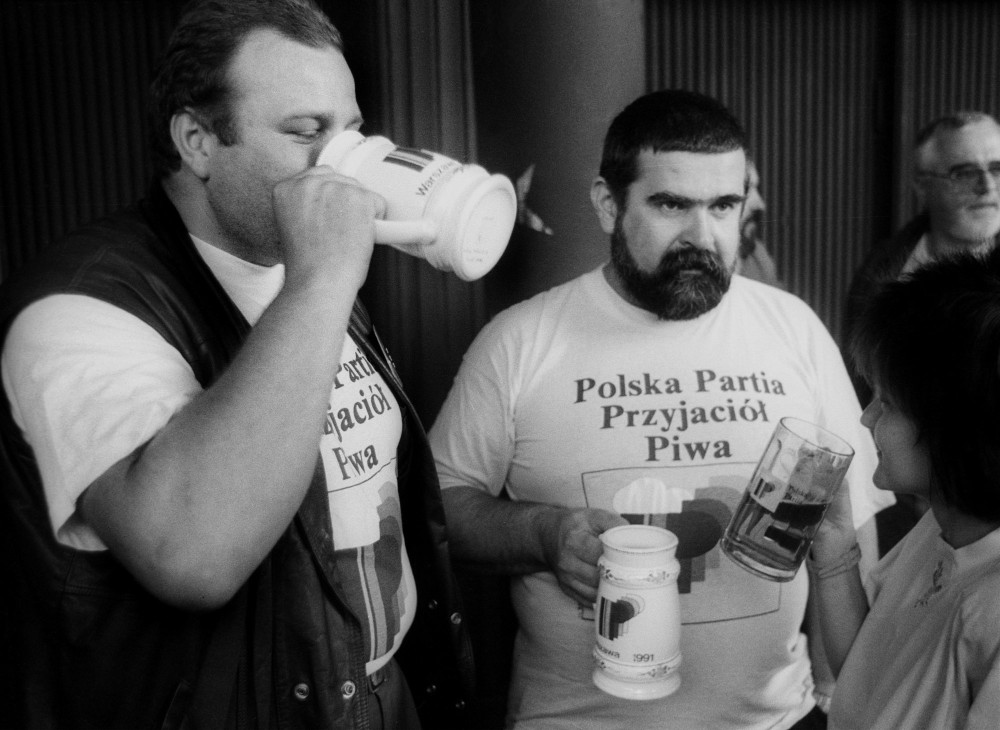
Janusz Rewiński

Partia wkrótce podzieliła się na dwie frakcje – Małe Piwo i Duże Piwo, mimo oświadczeń Janusza Rewińskiego mówiących o tym, że piwo nie jest ani ciemne, ani jasne, jest po prostu smaczne.
- tzw. Małe Piwo skupiło 3 posłów (Adam Halber, Krzysztof Ibisz i Adam Piechowicz), którzy działali w Sejmie przez kilka miesięcy jako Koło Poselskie Spolegliwość, a następnie (po odejściu Adama Halbera do Sojuszu Lewicy Demokratycznej) jako Koło Poselskie Partii Emerytów i Rencistów „Nadzieja”.
- tzw. Duże Piwo obejmowało 13 posłów (Tomasz Bańkowski, Tomasz Brach, Leszek Bubel, Sławomir Chabiński, Andrzej Czernecki, Jerzy Dziewulski, Zbigniew Eysmont, Tomasz Holc, Marek Kłoczko, Janusz Rewiński, Cezary Urbaniak, Jan Zylber i Andrzej Zakrzewski) i funkcjonowało w Sejmie pod nazwą Polski Program Gospodarczy. Kilka miesięcy po utworzeniu rządu Hanny Suchockiej posłowie Polskiego Programu Gospodarczego razem z posłami Kongresu Liberalno-Demokratycznego 6 listopada 1992 utworzyli wspólny klub poselski pod nazwą Polski Program Liberalny, do którego nie wstąpili Andrzej Czernecki i Leszek Bubel.

Od 1992 prezydentem Polskiej Partii Przyjaciół Piwa był Leszek Bubel, pod wodzą którego w wyborach parlamentarnych w 1993 partia uzyskała jedynie 0,1% głosów, w efekcie czego ugrupowanie zaprzestało jakiejkolwiek działalności (nie zostało ponownie zarejestrowane zgodnie z wymogami nowej ustawy z 1997). Głównym powodem tak słabego rezultatu wyborczego był fakt, że posłowie z ramienia Polskiej Partii Przyjaciół Piwa kandydowali do Sejmu z innych list wyborczych, głównie Kongresu Liberalno-Demokratycznego. Jako członkowie Polskiej Partii Przyjaciół Piwa z list Samoobrony kandydowali m.in. ludzie sportu: Kazimierz Górski, Andrzej Supron czy Władysław Komar.
W 2007 działacze związani z Leszkiem Bublem rozpoczęli próby ponownej rejestracji Polskiej Partii Przyjaciół Piwa, jednak bez powodzenia.